# Isaac Haleva
Isaac Haleva (en turco İsak Haleva; Estambul, Turquía, 31 de mayo de 1940-Estambul, 14 de enero de 2025), fue el rabino jefe (en turco "Hahambaşı, Jajam Bashi") de los judios en Turquía (2002-2025).

## Biografía
Isaac Haleva nació en la ciudad de Estambul en 1940 y estudió en la escuela judía de la comunidad Beyoğlu Musevi Lisesi y en la Yeshivá Porat Yosef en Jerusalén, Israel. Antes de su nombramiento como rabino jefe, Haleva se desempeñó como el rabino asistente del rabino jefe David Asseo durante siete años e inició sus funciones como rabino jefe tras la muerte de dicho rabino en 2002.
Haleva impartió clases en la Universidad de Mármara y en la Universidad Sakarya.